# Шанжи (Марна)
Шанжи (фр. Changy) насеље је и општина у североисточној Француској у региону Шампањ-Арден, у департману Марна која припада префектури Витри ле Франсоа.
По подацима из 2011. године у општини је живело 112 становника, а густина насељености је износила 17,89 становника/km². Општина се простире на површини од 6,26 km². Налази се на средњој надморској висини од 148 метара.

## Демографија
| 1962. | 1968. | 1975. | 1982. | 1990. | 1999. | 2011. |
| ----- | ----- | ----- | ----- | ----- | ----- | ----- |
| 126   | 137   | 122   | 124   | 144   | 144   | 112   |

График промене броја становника у току последњих година